# WTA Kansas City (Kansas)
Das WTA Kansas City (offiziell: Ginny of Kansas City) ist ein ehemaliges Damen-Tennisturnier der WTA Tour, das in der Stadt Kansas City, Kansas, Vereinigte Staaten, ausgetragen wurde.
Bis 1981 wurde das Turnier in Kansas City (Missouri) ausgetragen. Ab 1986 wurden die Virginia Slims of Kansas City in Wichita ausgetragen.

## Siegerliste

### Einzel
| Jahr | Siegerin            | Finalgegnerin  | Ergebnis |
| ---- | ------------------- | -------------- | -------- |
| 1982 | Martina Navratilova | Barbara Potter | 6:2, 6:2 |
| 1983 | Elizabeth Sayers    | Anne Minter    | 6:3, 6:1 |

### Doppel
| Jahr | Siegerinnen                    | Finalgegnerinnen             | Ergebnis      |
| ---- | ------------------------------ | ---------------------------- | ------------- |
| 1982 | Barbara Potter Sharon Walsh    | Mary-Lou Piatek Anne Smith   | 4:6, 6:2, 6:2 |
| 1983 | Sandy Collins Elizabeth Sayers | Chris O’Neil Brenda Remilton | 7:5, 7:6      |